# 東京都市計画道路幹線街路補助線街路第27号線
東京都市計画道路幹線街路補助線街路第27号線（とうきょうとしけいかくどうろかんせんがいろほじょせんがいろだい27ごうせん）は、東京都品川区東大井五丁目から東京都大田区蒲田四丁目に至る、全長5.5キロメートル (km) の都市計画道路である。通称は東邦医大通り。

## 概要
- 起点 東京都品川区東大井五丁目
- 終点 東京都大田区蒲田四丁目

大田区内では環七通りの南側を東邦医大通り（オニタビ通り：かつて｢鬼足袋｣ブランドの足袋工業の工場があったため｡）、環七通りの北側から品川区境までを沢田通り、品川区内を桜新道と呼ばれている。
沢田交差点からあやめ橋交差点までの間は東京都道11号大田調布線支線に指定されている。

### 道路拡幅工事
大田区内の蒲田4丁目から大森西4丁目まで3.5キロメートル (km) の区間の道路拡幅工事が完成した。2018年現在は、富士見橋付近の拡幅工事を行っている。大田区大森西2丁目から大森西4丁目まで440 mの区間について道路拡張事業の工事が着工している。現状は片道一車線で全体幅員9 mの道路を幅員20 mの道路に拡幅整備するとともに、内川 (東京都)に架かる富士見橋（橋長：約15 m）の架替えを行う計画が予定されている。道路拡幅工事が完成すると東京都道318号環状七号線と東京都道311号環状八号線の間の交通状況の改善が期待される。

## 交差している道路
- 東京都道318号環状七号線（環七通り）：沢田交差点
- 東京都道11号大田調布線本線（多摩堤通り）：あやめ橋交差点
- 東京都道311号環状八号線（環八通り）：蒲田郵便局交差点

## 沿道周辺
- 大森ベルポート（いすゞ自動車本社）
- 大田区立大森第八中学校
- 東邦大学
- 東邦大学医療センター大森病院